# Идеократия
Идеокра́тия, идеократи́зм («власть идей, идеалов»; от идея + κράτος «власть») — термин для обозначения общественного строя, основанного не на предании и не на материальных интересах, а на сознательных идеях. Идеология нацелена на всеобъемлемость своего влияния, на тотальную всеохватность умов.

## История
Для идеократии характерны:
1. Догматизм или разительное доминирование определённой, официально провозглашенной системы воззрений, являющейся ориентиром и базой объяснения деятельности, поступков, ценностей, норм;
2. Высокий уровень обезличивания индивидуумов общества, в котором царит идеократия;
3. Пресечение инакомыслия;
4. Консерватизм;
5. Идейный стимул, идейные соображения зачастую главенствуют над экономическими и социальными стимулами, параметром человеческих ресурсов;
6. Вторжение и проникновение идеи, как правило, относящейся к философскому знанию, в иные виды знания — бытовое и даже научное.